# Zoe Wees
Zoe Wees, née le 13 mai 2002 à Hambourg, est une auteure-compositrice-interprète allemande.
Elle est connue en Allemagne dès 2017 pour sa participation à The Voice Kids puis à l'international en 2020 avec la sortie de son premier single, Control, où l'artiste aborde son combat contre l'épilepsie dont elle a souffert dans son enfance.

## Biographie
Zoe Wees naît en 2002 dans un quartier défavorisé de Hambourg. Élevée par sa mère célibataire, elle s'intéresse très tôt à la musique mais elle doit composer avec une maladie, l'épilepsie rolandique, dont elle souffrait quand elle était enfant. Cette maladie provoque des convulsions sporadiques, ce qui lui fait craindre la prochaine, d'où son titre Control. À l'école, à l'écart des autres élèves, Zoe Wees trouve refuge dans la musique. À l'âge de quatorze ans, son professeur de musique prend conscience de son potentiel et entreprend sa formation. Grâce au succès de son titre Control sorti en 2020 et au travers de son témoignage sur l’épilepsie rolandique qui se symbolise dans la chanson de Zoé Wess, le clip musical a ete écouté par 92,6 millions de streamers dans le monde entier ce qui a contribué pour cette chanson de se démarquer comme l'une des plus connues de la chanteuse allemande, alors qu'en France également 864 000 personnes ont écouté la chanson toutes les semaines sur des sites de streaming musicaux et ce juste après sa sortie.
Depuis 2018, elle travaille avec l'équipe de producteurs Patrick Pyke Salmy et Ricardo Muñoz (Love to Go de Lost Frequencies, Back to the Start, Keep Me Up, All I Need de Michael Schultes, Tu m'appelles d'Adel Tawils et In This Together d'Emily Roberts). Les auteurs-compositeurs Emma Rosen (connue sous le nom de VVAVES) et René Miller (dont Topic feat. A7S Breaking Me) aident Zoe Wees à écrire ses premières chansons. 

## Discographie
Singles
- 2020 : Control
- 2020 : Wait for you ft. Tom Walker
- 2021 : Girls Like Us[6]
- 2021 : Ghost
- 2021 : Overthinking
- 2021 : Hold me like you used to
- 2021 : Love me now ft. Kygo
- 2021 : That's how it goes ft. 6LACK
- 2022 : Lovely
- 2022 : Do it better ft. Felix Jaehn
- 2022 : Third wheel
- 2022 : Daddy's eyes
- 2023 : Don't give up
- 2023 : Lightning
- 2023 : Sorry for the drama

## Distinctions
| Année | Organisateur(s)  | Prix                                 | Résultat |
| ----- | ---------------- | ------------------------------------ | -------- |
| 2020  | NRJ Music Awards | Révélation internationale de l'année | Nommée   |